# Capricornul (constelație)
Capricornul este o constelație zodiacală din emisfera australă și este formată dintr-o stea dublă și circa 62 de stele mai slabe și mai multe nebuloase. În România constelația este vizibilă și are denumirea populară de Cornul Caprei sau Țapul.

## Obiecte cerești

### Nebuloase,roiuri de stele,galaxii
Coordonate:  21h 00m 00s, −20° 00′ 00″